# 綿貫勇彦
綿貫 勇彦（わたぬき いさひこ、1892年 - 1943年）は、日本の地理学者。
ドイツの地理学を踏まえた地理学方法論を提起し、集落地理学の体系化と研究の深化を図った。

## 経歴
1892年、奈良県奈良町（奈良市）に生まれる。1920年、第四高等学校（現・金沢大学）を卒業し、東京帝国大学理学部地理学科に入学する。山崎直方・辻村太郎らの指導を受け、1923年に卒業。早くも松山高等商業学校（現・松山大学）教授および松山高等学校（現・愛媛大学）講師となる。以後8年間、松山市に在住し、野外調査に意欲を燃やすようになる。当初は、四国などの地形研究を行っていたが、次第に住民の生活に主な関心を移していき、村落の地理学的な研究において幅広い研究領域を開拓していく。
1931年、駒沢大学教授および法政大学教授に就任。翌年、芸予諸島と伊予灘沿岸の生活誌を記した『瀬戸内百図誌』を刊行。集落・農地・農作業などを撮影した写真により、住民生活と自然の関係や変容過程を述べたが、その力点は美観のコピーでなく、生活様式や集落の生態を描くことにあった。当時の地理学界では辻村太郎の主導する景観形態の研究が盛んであったが、そのなかで本書は異彩を放っていた。
1933年には『集落地理学』を刊行。日本の集落地理を体系的に概説し、自作の村落地図と村落全景写真も挿入した。綿貫によれば、本書は自然科学的な流れと社会科学的・歴史科学的な流れの合流域において、新しい研究方法を求めたものであった。とくに彼は、当時の地理学界で盛行していた人文事象の機械的分析や幾何学推理には満足せず、集落形態の分析には歴史の考察が必要だと考えていた。なお、この本は、1年で4版を重ね、1949年には増補版（石田熊次郎編）が刊行されている。
1935年には『集落形態論』、『地理学方法論』を刊行。そこで綿貫は、地域を人文地理学的に研究するには社会構造の分析が必要だと述べ、辻村太郎らの景観形態学的な地理学研究に対して批判的であることを示した。
1936年、『地理学辞典』（渡辺光との共著）を刊行。基本述語や集落地理用語について詳述し、欧米・日本・中国の地理学者・探検家を多数採録。英和対訳の索引も付し、地理写真・地図・模式図を随所に挿入するなど地理学研究の手引きとなるような本であった。
綿貫は、既刊の訳述書の方法論的立場に立って『集落地理学』を全面的に改訂しようと、論文を発表するなどして作業を進めていた。しかし、1943年に52歳の若さで没し、改訂版は刊行されなかった。